# Arrondissement Le Marin
Das Arrondissement Le Marin ist eine Verwaltungseinheit des französischen Départements Martinique. Hauptort (Unterpräfektur) ist Le Marin.

## Einwohnerentwicklung
| 1967   | 1974   | 1982   | 1990   | 1999    | 2006    |
| ------ | ------ | ------ | ------ | ------- | ------- |
| 79.627 | 76.742 | 78.329 | 93.345 | 106.771 | 118.137 |

## Gemeinden
Die 12 Gemeinden des Arrondissements Le Marin sind:
| Gemeinde                | Einwohner 1. Januar 2022 | Fläche km² | Dichte Einw./km² | Code INSEE | Postleitzahl |
| ----------------------- | ------------------------ | ---------- | ---------------- | ---------- | ------------ |
| Ducos                   | 17.837                   | 37,69      | 473              | 97207      | 97224        |
| Le Diamant              | 5.924                    | 27,34      | 217              | 97206      | 97223        |
| Le François             | 15.858                   | 53,93      | 294              | 97210      | 97240        |
| Le Marin                | 8.526                    | 31,54      | 270              | 97217      | 97290        |
| Le Vauclin              | 8.481                    | 39,06      | 217              | 97232      | 97280        |
| Les Anses-d’Arlet       | 3.874                    | 25,92      | 149              | 97202      | 97217        |
| Les Trois-Îlets         | 6.735                    | 28,60      | 235              | 97231      | 97229        |
| Rivière-Pilote          | 11.797                   | 35,78      | 330              | 97220      | 97211        |
| Rivière-Salée           | 11.818                   | 39,38      | 300              | 97221      | 97215        |
| Sainte-Anne             | 4.491                    | 38,42      | 117              | 97226      | 97227        |
| Saint-Esprit            | 10.422                   | 23,46      | 444              | 97223      | 97270        |
| Sainte-Luce             | 9.275                    | 28,02      | 331              | 97227      | 97228        |
| Arrondissement Le Marin | 115.038                  | 409,14     | 281              | 9723       | –            |

Bis 2015 bestanden im Arrondissement Le Marin die folgenden 13 Kantone:

## Kantone
| - Les Anses-d’Arlet - Le Diamant - Ducos - Le François-1 Nord - Le François-2 Sud - Le Marin - Rivière-Pilote | - Rivière-Salée - Sainte-Anne - Sainte-Luce - Saint-Esprit - Les Trois-Îlets - Le Vauclin |